# Aangetekende zending
Een aangetekende zending, aangetekend schrijven, aangetekend stuk, aangetekende brief of aangetekende post is een poststuk waarvan de verzender een bewijs van verzending (‘aantekening’) krijgt van het postbedrijf.
In Nederland kost (2021, PostNL) normaal aangetekend verzenden van een zending (tot 2 kg) € 9,05.
In België, (2020, bpost) kost het vergelijkbare voor een gewone brief: € 8,20.
Het postbedrijf reikt het stuk alleen uit aan de geadresseerde als de ontvanger tekent voor ontvangst. Deze tekening voor ontvangst wordt dan door het postbedrijf in zijn eigen administratie geregistreerd.
Wanneer de geadresseerde niet thuis is en de postbode geen huisgenoot bereid vindt om voor ontvangst van het stuk te tekenen, hoort een afhaalverzoek achtergelaten te worden in de brievenbus en wordt het stuk, zowel in België als in Nederland, twee weken op het postkantoor bewaard. Als de ontvanger het niet is komen ophalen gaat het terug naar de afzender.
De inhoud van een aangetekende brief is niet geregistreerd. Er kan een andere brief verzonden zijn dan achteraf wordt beweerd, of zelfs een lege envelop. Alleen de geadresseerde en de verzenddatum staan werkelijk vast.

## Normaal aangetekend verzenden
Normaal gesproken ontvangt de verzender achteraf geen bewijs of zijn zending wel of niet is overhandigd aan de geadresseerde. Toch kan de verzender (in Nederland en België) wel proberen te achterhalen of zijn zending is uitgereikt aan de geadresseerde.
In Nederland heeft PostNL de website www.tracktrace.nl waarop de klant, met zijn genummerde verzendbewijs, via ‘zending volgen’ kan opzoeken wat er met zijn zending is gebeurd.
In België biedt de website www.bpost.be dezelfde mogelijkheid.
Vermoedelijk heeft normaal aangetekend verzenden, zonder kaart met handtekening voor ontvangst retour naar de afzender (zie hieronder), reeds enige bewijskracht in rechtsprocessen: de afzender mag er, volgens PostNL, van uitgaan dat zijn zending in ontvangst is genomen, tenzij de zending retour afzender wordt bezorgd. Echter, aangetekende post voldoet nog maar beperkt aan de afleversnelheid en -betrouwbaarheid nodig voor fatale termijnen blijkens een onderzoek onder 1.300 leden van de Orde van Advocaten Oost-Brabant. Advocaten lossen dit op door dezelfde stukken via meerdere kanalen te versturen.

## Aangetekend met handtekening retour
Een uitgebreidere en iets duurdere vorm van aangetekend verzenden heet: ‘aangetekend met handtekening retour’. Hierbij krijgt de verzender wél, als bewijs van aflevering, achteraf een kaart met handtekening van de ontvanger thuisbezorgd, met een poststempel waarop duidelijk plaats en datum van afgifte vermeld staan.
In 2011 is TNT Post in Nederland gestopt met de dienst 'handtekening retour'. De handtekening kan wel, mits er elektronisch is getekend, door de verzender én de ontvanger bekeken worden via de dienst track & trace op de internetsite van de TNT.

## Elektronische aangetekende zending
Een elektronische aangetekende zending is een aangetekende zending die via het internet wordt verstuurd. Tegen betaling waarborgt een elektronische aangetekende zending bescherming tegen verlies, diefstal, beschadiging of onbevoegde wijziging van de zending. Net als bij een analoge aangetekende zending krijgt de afzender een (elektronisch) bewijs van zending of ontvangst. Elektronische aangetekende zending worden aangeboden door certificatiedienstverleners. Er wordt een onderscheid gemaakt tussen zuiver elektronische aangetekende zendingen, waarbij zowel het versturen als het ontvangen elektronisch plaatsvindt, en hybride elektronische aangetekende zendingen, waarbij het versturen via het internet plaatsvindt maar de levering via een gedrukte klassieke brief gebeurt. Voor dit type hybride zendingen is in België een vergunning nodig van het BIPT.
Op 23 juli 2014 nam de Europese Unie de eIDAS-verordening aan die de mogelijkheid om elektronische aangetekende zendingen te versturen wettelijk verankerde voor alle Europese lidstaten. Het doel van de eIDAS-verordening was om een juridisch kader te scheppen voor elektronische transacties en om het vertrouwen in erin op de interne Europese markt te vergroten. De eIDAS-verordening trad in werking op 1 juli 2016. Hoewel een Europese verordening onmiddellijk van toepassing is in alle Europese lidstaten, vereisten sommige bepalingen een uitvoering of aanvulling door de nationale wetgevers. In België werd dit geregeld in de wet van 21 juli 2016 die de noodzakelijke bepalingen toevoegde aan het Wetboek van economisch recht. Ten gevolge van deze wetgeving kregen elektronische aangetekende zendingen dezelfde juridische waarde als hun papieren of fysieke equivalent, zolang ze aan de juiste voorwaarden voldoen.

## Doel
Doel van aangetekend verzenden is, dat de afzender de zekerheid kan krijgen dat het stuk is aangekomen bij de geadresseerde.
Aangetekende brieven zijn dus nuttig wanneer het belangrijke post betreft waarvan de verzender zeker wil weten dat deze aankomt. Wie zich juridisch op een verklaring per brief wil beroepen zal vaak moeten aantonen dat deze brief de ontvanger heeft bereikt.
Veel rechtsstelsels hanteren immers de ontvangsttheorie: een verzonden document is dan rechtsgeldig zodra het in ontvangst is genomen. Door een getekend bewijs van ontvangst te overhandigen (in het geval van ‘aangetekend met handtekening retour’) kan de verzender dan aantonen dat de zending in ontvangst is genomen. 
Wanneer de ontvanger de brief weigert, zullen de posterijen dat eveneens in hun administratie vastleggen, en, in geval van ‘aangetekend met handtekening retour’, ook mededelen aan de verzender. 

## Toepassingen
- Opzeggen van de huur. Hier geldt vaak een opzegtermijn. Als de huurder zijn opzegging niet aangetekend verstuurt, kan de verhuurder beweren niet op de hoogte te zijn van de opzegging en kan de huurder verplicht worden nog minstens gedurende een opzegtermijn verder te huren.
- Officiële melding van problemen aan een huurwoning (bijvoorbeeld vochtproblemen). Indien dit niet gebeurt, kan de verhuurder beweren dat niet te weten, en kan de sociale huisvestingsdienst van de stad geen officiële vaststellingen maken voor de onbewoonbaarverklaring van de woning.
- Opzeggen van een abonnement. Als de abonnee niet aangetekend opzegt kan het later moeilijk worden te bewijzen dat er is opgezegd en kan de abonnee verplicht worden een nieuwe abonnementsperiode te betalen.
- Officiële ingebrekestelling (bijvoorbeeld van een wanbetaler). Indien de ingebrekestelling niet aangetekend wordt verzonden, kan de schuldenaar beweren nooit iets ontvangen te hebben, en kan er niet onmiddellijk een rechtszaak aangespannen worden.
- Geld of kostbare voorwerpen. Als een aangetekend stuk zoekraakt, ontvangt de verzender een vergoeding. Bovendien is meestal te achterhalen welke postbeambte voor de vermissing verantwoordelijk is.